# Valle del Vanoi
La Valle del Vanoi è una valle del Trentino orientale, delimitata ad est dal Primiero (valle del Cismón), a sud dai comuni di Lamon e Sovramonte (BL), a ovest e a sud-ovest dall'Altopiano del Tesino, a nord dalla catena del Lagorai.

## Descrizione

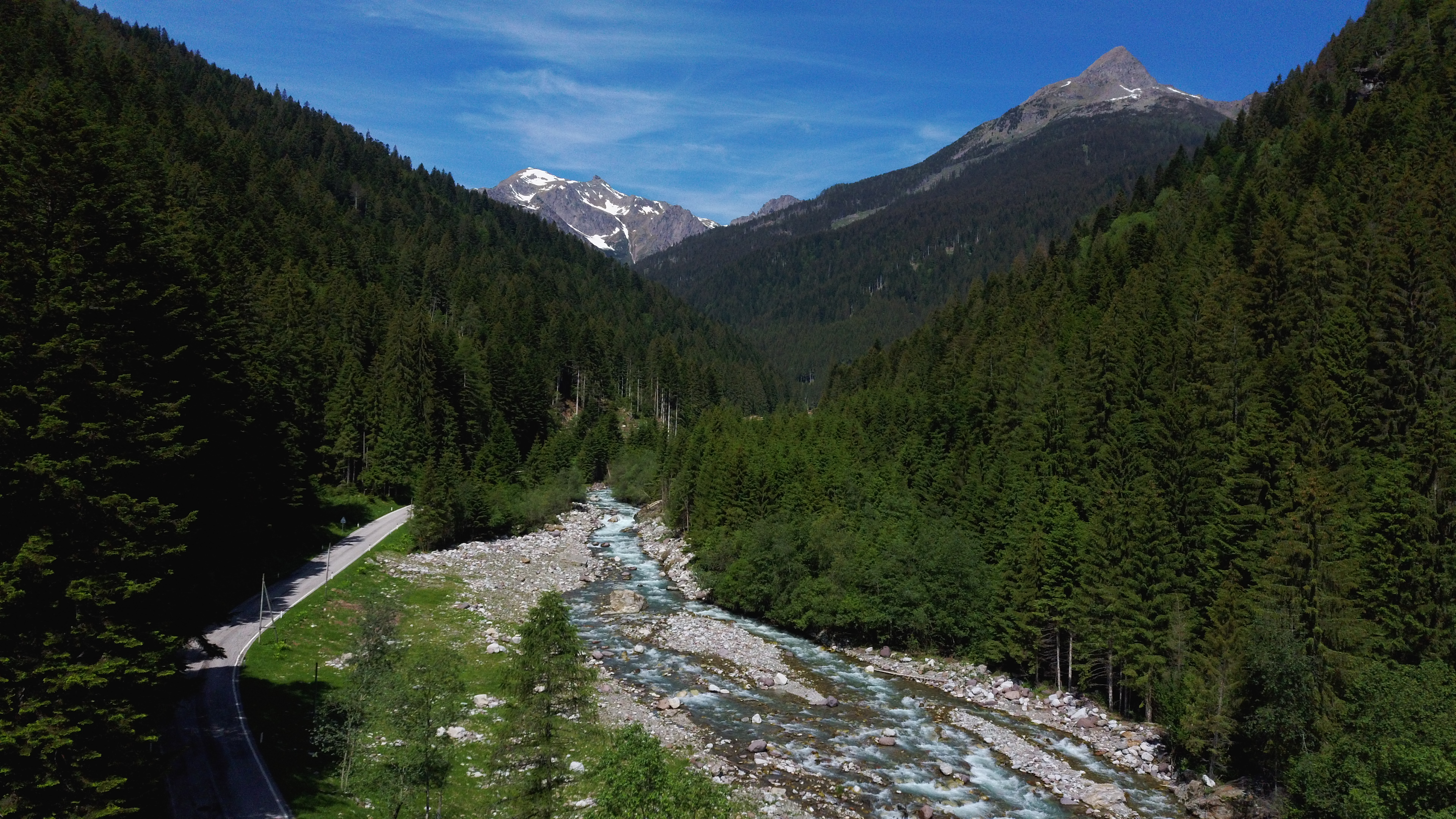
La valle del Vanoi presso la località di Pront (Canal San Bovo)

La Valle del Vanoi coincide in buona parte con il comune di Canal San Bovo; altre zone del suo territorio, invece, fanno parte dei comuni di Primiero San Martino di Castrozza (il lago di Calaita), Mezzano (parte della valle laterale del Lozen), Pieve Tesino, Cinte Tesino e Castello Tesino (Ronco Cainari).
La valle, circondata da numerose vette della catena del Lagorai e dal massiccio di Cima d'Asta, deve il suo nome al torrente che la percorre, il Vanoi, principale affluente del Cismon.
La Valle è raggiungibile imboccando poco prima di Imer il tunnel stradale scavato sotto il monte Totoga (3,350 km), che la collega alla Strada statale 50 del Grappa e del Passo Rolle, oppure da Castello Tesino attraverso la Strada Provinciale 79 del Passo Brocon. Un accesso panoramico al Vanoi, dal Primiero, è rappresentato dalla strada del Passo Gobbera. Prima dell'apertura del Tunnel (inizio anni novanta) il collegamento con la Strada Statale era garantito dalla strada del Passo Gobbera e dalla Cortella, una strada di circa 8 km che, costeggiando il Monte Totoga, collegava Canal San Bovo al Veneto. Tale strada (che era denominata S.P.80) con l'apertura della galleria Totoga è stata interdetta al traffico per la pericolosità causata dalla caduta di massi, oltre che per la sua tortuosità e per la sua ristrettezza. Altro accesso alla Valle, interdetto però al normale traffico automobilistico, è costituito dalla strada, in buona parte sterrata, che proviene dalla zona di Borgo Valsugana ed attraversa il Passo Cinque Croci.
La Valle del Vanoi si caratterizza per la presenza di numerosi nuclei abitati: il capoluogo Canal San Bovo, situato alla confluenza del torrente Lozen nel Vanoi; Lausen, accanto all'uscita del tunnel Totoga; Caoria, adagiata alle pendici del Monte Cauriol; i centri di Prade, Zortea e Cicona, situati a nord del capoluogo in una posizione particolarmente soleggiata; i gruppi di case (colmèi) che formano Ronco, nel versante opposto che sale verso il Passo Brocon; l'abitato di Passo Gobbera, sorto sul valico che collega la valle al Primiero al Vanoi. Ronco Cainari fa parte, invece, del comune di Castello Tesino
A lungo isolata per la difficoltà nei collegamenti verso l'esterno, la valle del Vanoi ha mantenuto pressoché intatto il proprio straordinario patrimonio vegetale e faunistico, uno dei più diversificati ed intatti della Regione (la valle è infatti conosciuta come il "Cuore Verde" del Trentino), dal 1967 incluso nel Parco naturale Paneveggio-Pale di San Martino. Il ricco patrimonio boschivo rappresenta una delle risorse economiche più importanti della Valle.
Tra le specie di uccelli più comuni nei paesi vallivi si segnalano la ballerina bianca, il codirosso spazzacamino e la cinciallegra

### Alluvione del 1829
Nel 1829 il torrente Vanoi causò una rovinosa alluvione e in tale occasione venne quasi completamente distrutta la vecchia chiesa parrocchiale di Canal San Bovo. Fu così necessario edificare la nuova chiesa di San Bartolomeo, tra il 1839 e il 1850.